# Еднорог (гаубица)
Едноро́г е старинно руско гладкостволно артилерийско оръдие-гаубица. Еднорогът е изобретен през 1757 г. от руския артилерист Михаил Василиевич Данилов съвместно със С. А. Мартинов; на въоръжение е въведен от граф Пьотр Шувалов. Името си оръдието дължи на фамилния шуваловски герб с изображение на еднорог.
Основните отличительни особености на еднорозите е в камерата с конична форма, осигуряваща правилното разположение на заряда при натъпкването му с пробойник. В гаубиците по-ранни модели дължината на ствола е ограничена до дължината на ръката на средностатистическия човек, тъй като камерата има цилиндрична форма и диаметър по-малък от диаметъра на ствола, и зарядът се вкарва в камерата с ръка. Нововъведението позволява да се увеличи дължината на ствола и, съответно, далечината и точността на стрелбата на оръдията. Еднорозите имат стволове с дължина 7,5 – 12,5 калибра и стрелят със снаряди с маса от 4 фунта до 3 пуда (от 1,8 до 40 kg, калибър 246 mm), на далечина до 4 km. Стрелбата се осъществява с гюлета, фугасни и запалителни гранати, бомби и картеч.
Еднорозите се използват в руската артилерия като обсадни, полеви, конни и планински оръдия, а също и във флота. Благодарение на такива оръдия артилерията получава възможността да съпровожда своята пехота в бой, водейки огън над главите на бойните линии.
Еднорозите се използват над 100 години, до навлизането във войската на нарезните оръдия. Отделни екземпляри остават в някои крепости и до началото на 20 век.